# Lhotky (Hostěnice)
Lhotky jsou osada, část obce Hostěnice v okrese Brno-venkov v Jihomoravském kraji. Nacházejí se asi 5,5 km na sever od Hostěnic. Žije zde 20 obyvatel. Roku 2009 zde bylo evidováno 70 adres.
Lhotky leží v katastrálním území Hostěnice.

## Historie
První písemná zmínka o osadě je z roku 1365.

## Obyvatelstvo
| 1869 | 1880 | 1890 | 1900 | 1910 | 1921 | 1930 | 1950 | 1961 | 1970 | 1980 | 1991 | 2001 | 2011 |
| ---- | ---- | ---- | ---- | ---- | ---- | ---- | ---- | ---- | ---- | ---- | ---- | ---- | ---- |
| —    | —    | 28   | 21   | 19   | —    | 19   | —    | 15   | —    | 17   | —    | 7    | 8    |

## Galerie

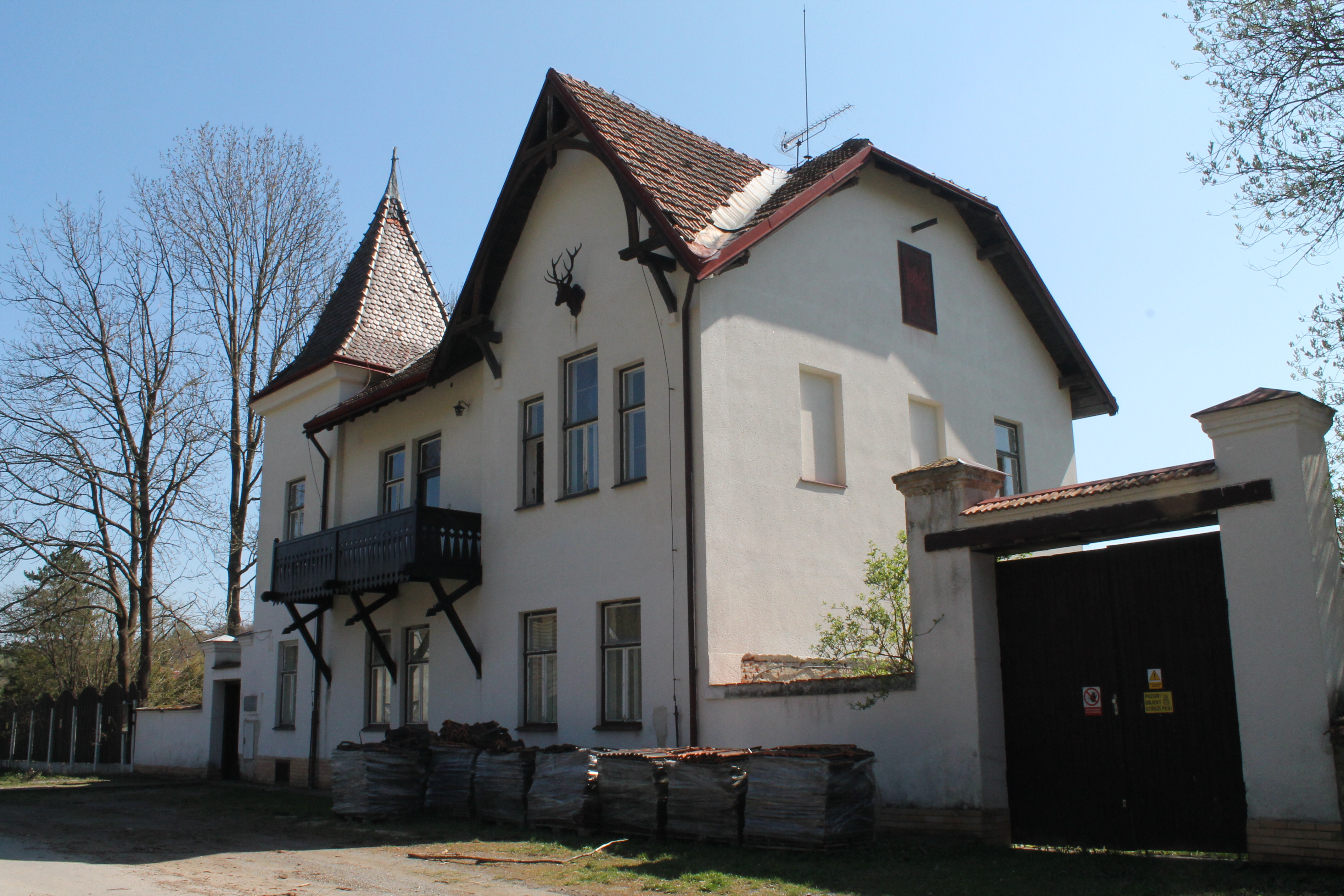
Myslivna v Lhotkách
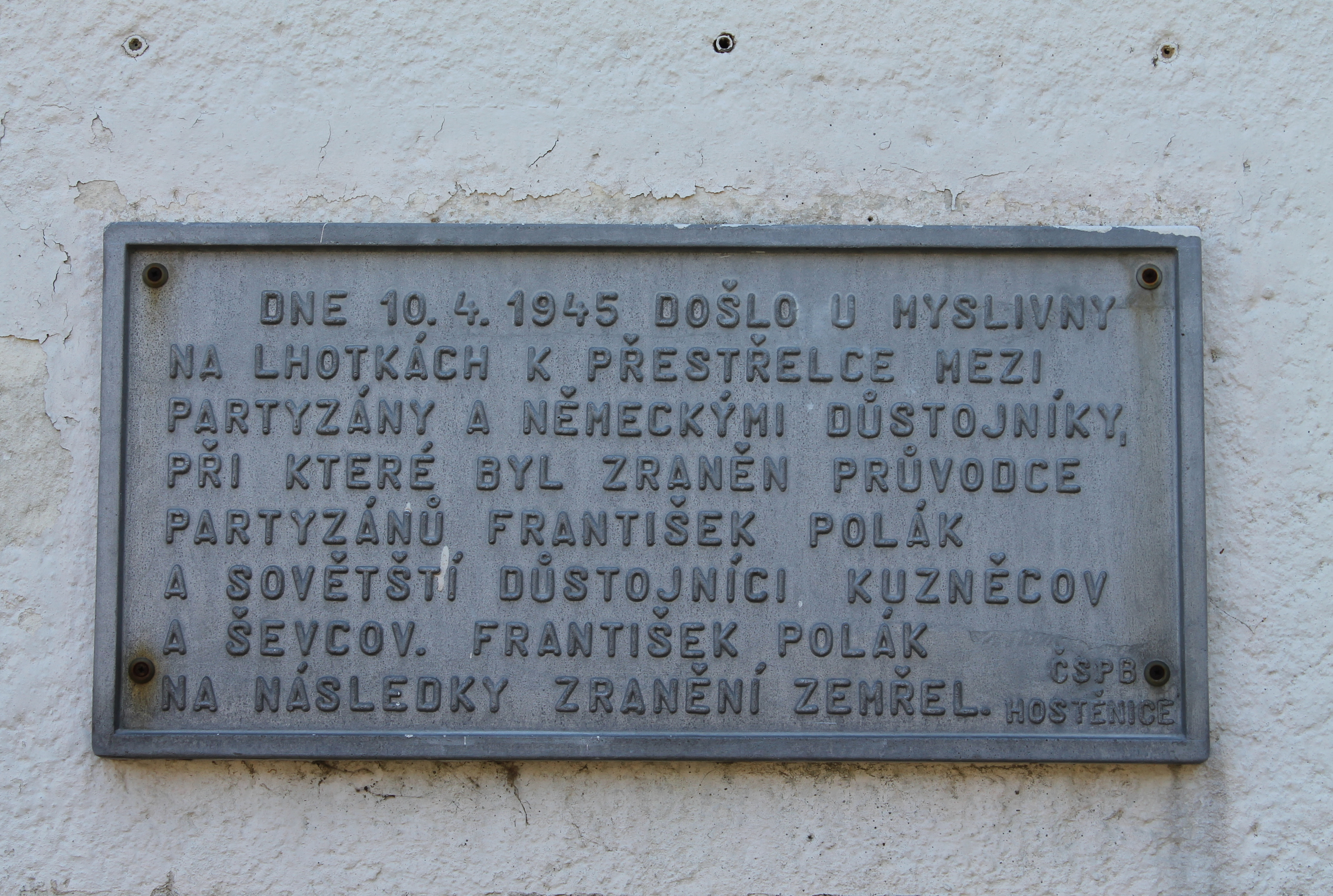
Pamětní deska na myslivně
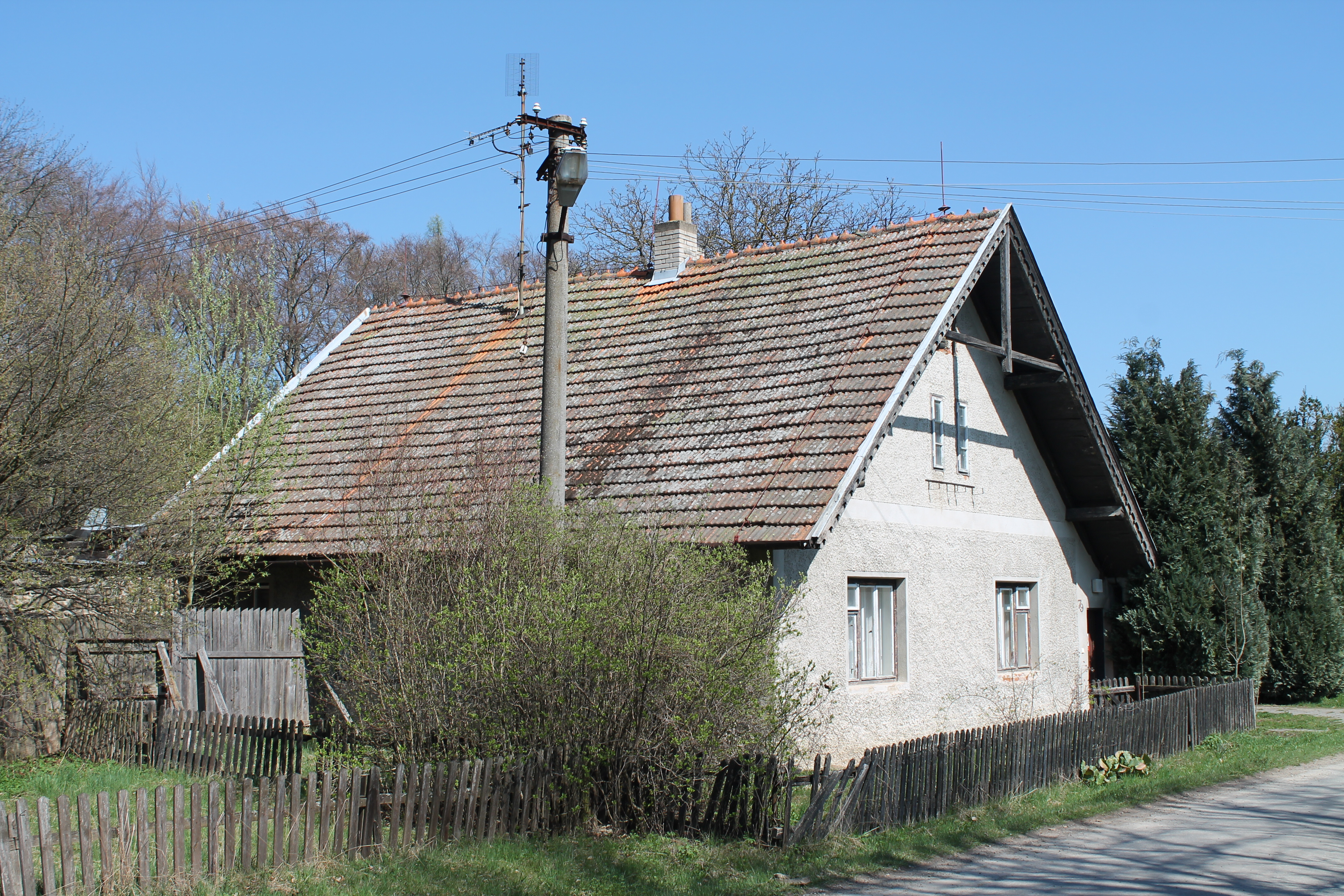
Zástavba Lhotek
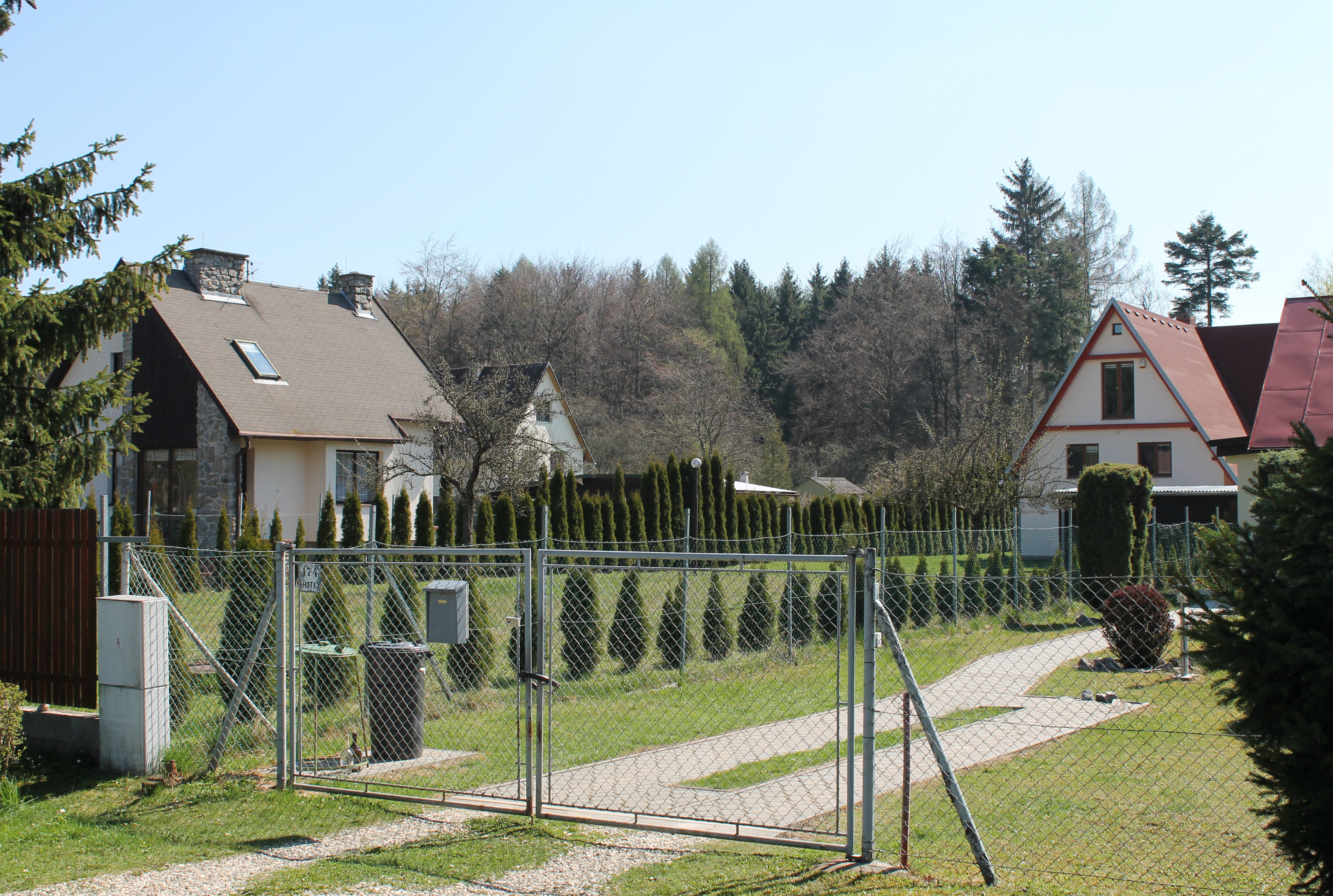
Chatová osada